# Wenzel Peter
Johann Wenzel Peter (Karlsbad, 8 settembre 1745 – Roma, 28 dicembre 1829) è stato un pittore austriaco.

## Biografia
Figlio di un armaiolo originario di Berlino, in gioventù collaborò con il padre e si dedicò alla cesellatura delle armi. Esplicitò la sua attività di medaglista alla corte imperiale di Vienna e nel 1774, grazie all'interessamento dell'ambasciatore cesareo presso la Santa Sede, il conte Kaunitz, venne inviato a Roma per approfondire lo studio della scultura.
A Roma, dove in quegli anni era attivo il suo conterraneo Anton Raphael Mengs, si dedicò allo studio della pittura.

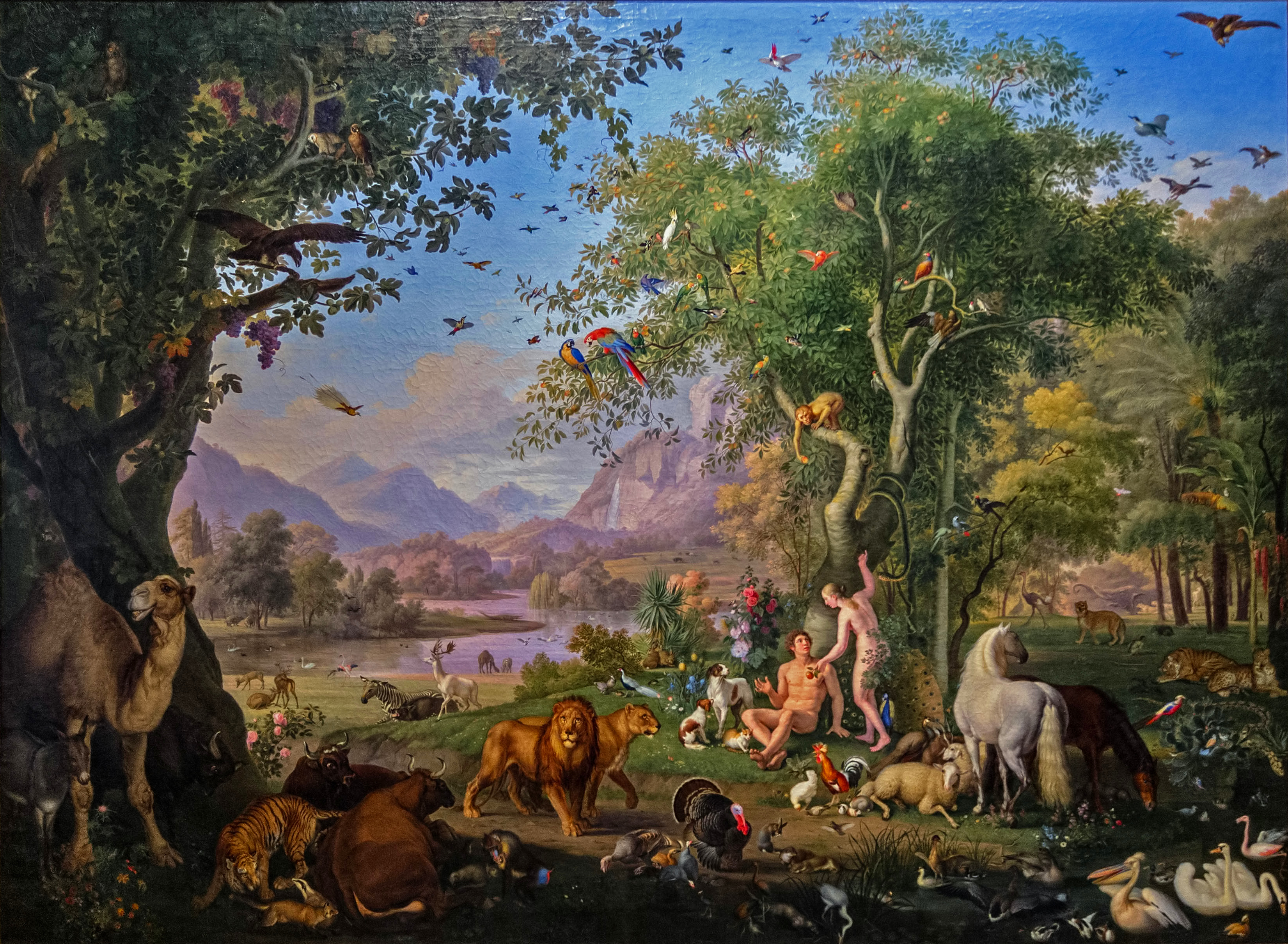
Adamo ed Eva nel paradiso terrestre

Minuziosissimo negli studi anatomici, si fece notare soprattutto come animalista (celebri i suoi combattimenti d'animali e il suo Paradiso terrestre, acquistato nel 1831 da papa Gregorio XVI per l'arredo della Sala del Concistoro in Vaticano e ora nella Pinacoteca Vaticana). Nel 1812 divenne professore presso l'Accademia di San Luca.